# NGC 5683
NGC 5683 је спирална галаксија у сазвежђу Волар која се налази на NGC листи објеката дубоког неба.
Деклинација објекта је + 48° 39' 45" а ректасцензија 14h 34m 52,4s. Привидна величина (магнитуда) објекта NGC 5683 износи 15,2 а фотографска магнитуда 16,1. NGC 5683 је још познат и под ознакама MCG 8-27-3, MK 474, CGCG 248-9, KUG 1433+488, NPM1G +48.0275, PGC 52114.